# Volpino (Costa Volpino)
Volpino [volˈpiːno] (Ulpì [ulˈpi] in dialetto bergamasco) è una frazione del comune di Costa Volpino, nella bassa Val Camonica, provincia di Bergamo situata a 251m s.l.m..

## Geografia fisica

### Territorio
Volpino è situato su un terrazzo poco a monte rispetto alla pianura del Fiume Oglio. Il paese è diviso a sud da Corti dal letto del torrente Supine, a nord da Rogno dalla Val Gola.

### Clima
Data la presenza del Lago d'Iseo Costa Volpino ha un clima temperato. Le precipitazioni medie annue si aggirano attorno ai 1200 mm. I venti sono caratterizzati dall'alternarsi di una corrente diurna detta, in dialetto bergamasco, l'Ora del làc, e di una notturna detta ol Vèt, le quali scorrono in senso opposto.

## Toponimo
Il toponimo Volpino è menzionato per la prima volta nel 1116 quando è citato "Giovanni Brusati habitator de Castro Vulpini". Questo deriva probabilmente dalla importante presenza di volpi nel territorio. Tuttavia, secondo il Fappani il nome potrebbe derivare da un deposito di materiali adibito alla costruzione degli argini dei torrenti che era comunemente definito Volpara.
La località di Volci (Volpino) è menzionata in uno schizzo del lago d'Iseo e dei paesi limitrofi, realizzato da Leonardo da Vinci per il servizio di spionaggio del Duca di Milano. Lo schizzo è conservato presso il castello di Windsor.

## Storia

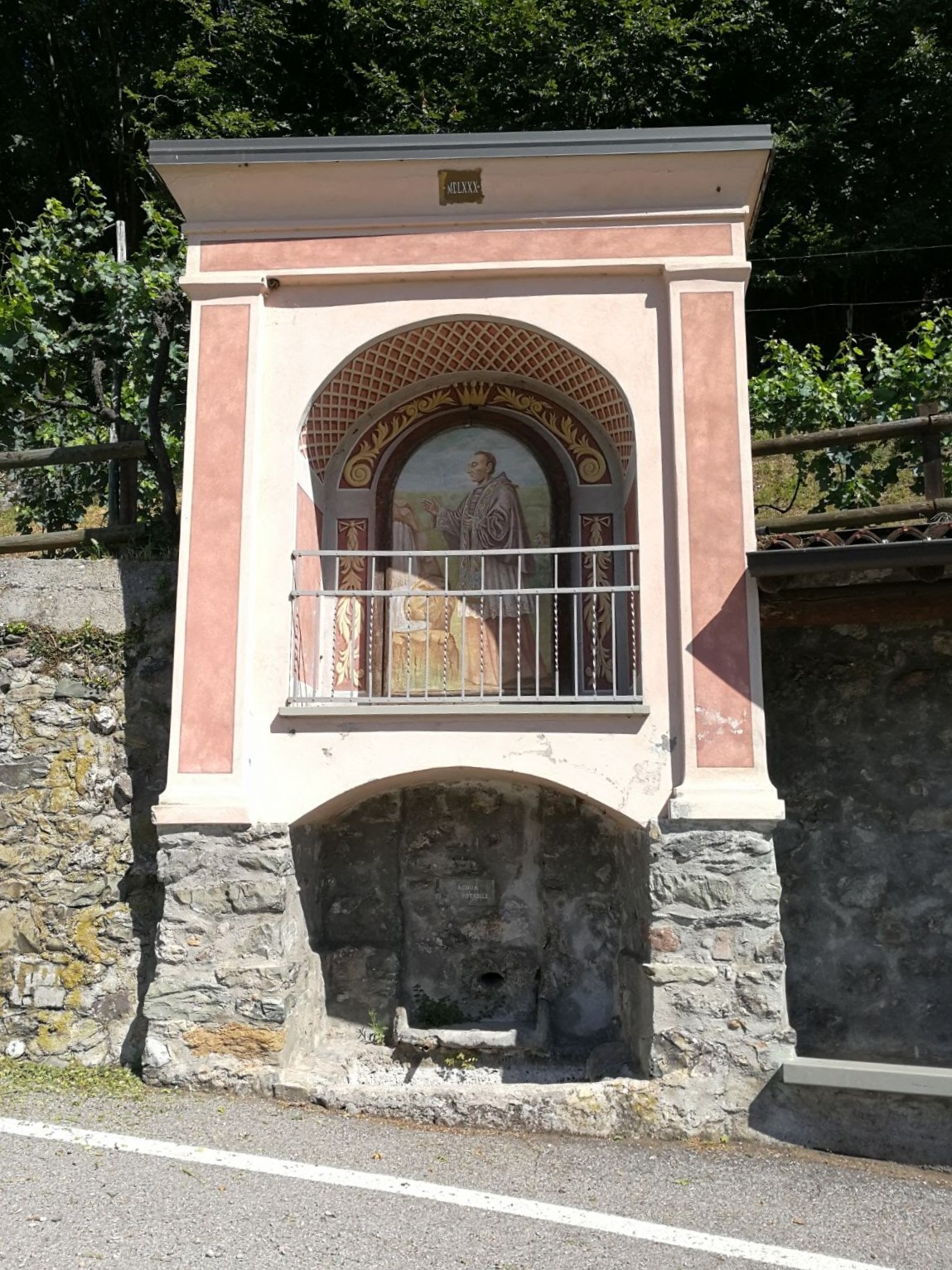
Cappella eretta in ricordo della visita di San Carlo Borromeo

Già durante il periodo romano il territorio è conosciuto per la presenza di attività estrattive di un particolare tipo di gesso chiamato volpinite.
Alessandro Sina racconta che a Volpino, nei luoghi adiacenti alla cava, nel 1927 furono ritrovate delle tombe del periodo romano. Nel 1970 in località Aburno un abitante del luogo ritrovò una lapide del I-II secolo d.C. dedicata alla divinità romana Aburno. La lapide è attualmente conservata presso l'Accademia Tadini di Lovere.
Dal 568 d.C. il territorio passa sotto la dominazione longobarda. In località Durno, si trova la Grotta dei Pagani: questa fu probabilmente usata dalle popolazioni locali per rifugiarsi durante le incursioni nemiche. La denominazione, infatti, è tipica di tutte quelle caverne che venivano usate per ripararsi, in quel periodo, durante il passaggio delle truppe longobarde.
Attorno al mille fino a fine XII secolo sulla collina che domina l'abitato sorge un importante castello. Questo viene ad essere oggetto di contesa della guelfa Brescia e della ghibellina Bergamo fino a quando, nel 1198-1199 viene distrutto. 
Dal XIII secolo si susseguono i domini dei Visconti, dei Malatesta, di Venezia, dei francesi e degli austriaci.
A lato del castello, posto sulla collina antistante il borgo del paese, viene costruita nel IX-X secolo la chiesa parrocchiale, dedicata a Santo Stefano. Successivamente, in conseguenza all'aumento demografico, nel 1712 iniziano i lavori della nuova parrocchiale la quale viene inaugurata il 26 dicembre 1756. Attorno alla vecchia parrocchiale viene ampliato il già preesistente cimitero ed essa ne diviene dunque la cappella. Questa viene demolita fra il 1838 e il 1840. Nel 1924 l'area viene interamente ceduta per l'estrazione della volpinite.
Le ultime testimonianze fotografiche della presenza di ruderi sulla collina di Volpino risalgono ad alcune fotografie del 1926, nelle quali si possono apprezzare i resti di un muro di cinta. 
Nel Novecento la collina è progressivamente sparita per l'attività della cava ed oggi è totalmente scomparsa. La cava, oggi chiusa, è stata interessata nel 2016 da un progetto di realizzazione di una nuova strada che colleghi la parte bassa del paese con il borgo.. La strada è stata inaugurata nel settembre 2019.

## Monumenti e luoghi d'interesse

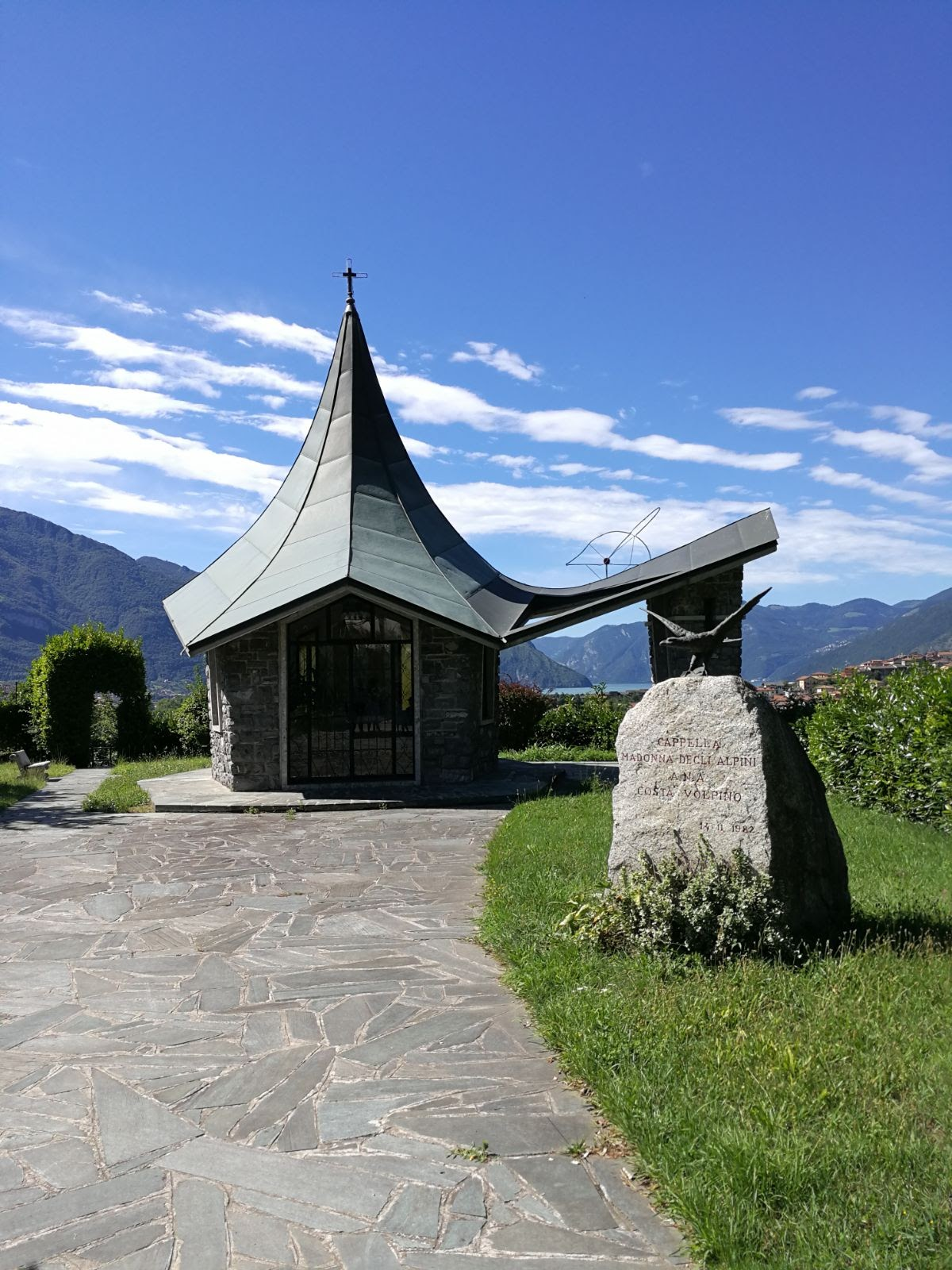
Cappella degli Alpini

### Architetture religiose
- Chiesa parrocchiale di Santo Stefano Protomartire
- Santella di San Carlo, costruita nel 1580 per ricordare la visita di San Carlo Borromeo
- Cappella degli Alpini, inaugurata nel 1982, il cui tetto ricorda la forma del cappello degli alpini. Sorge nel luogo dove fino al 1942 si trovava la Chiesetta di Maria Bambina XVI secolo, abbattuta per rischio crolli in periodo di guerra, quando mancavano i fondi per la ristrutturazione.

### Architetture civili
- Palazzo Gaioncelli, di proprietà della omonima famiglia, oggi diroccato. Qui abitò Pietro Barboglio de' Gaioncelli, colui che nel 1563 per primo importò in Europa dall'America il granoturco[12].

## Società

### Tradizioni e folclore
Gli scütüm sono nei dialetti camuni dei soprannomi o nomignoli indicanti i tratti caratteristici di una comunità. Quelli che contraddistinguono gli abitanti di Volpino sono Puditì de Ulpì, "i falcetti di Volpino", che testimonia l'attività agricola locale e la presenza di una forgia nei pressi della località Follo, e Gambe de cà, "gambe di cane", il quale probabilmente denota la grande agilità nel percorrere i molti sentieri attorno al paese.

## Infrastrutture e trasporti
Nella piana antistante al paese fino al 1917 è presente una fermata della Tranvia Lovere-Cividate Camuno.
Fino al 1997 dal paese passava la Strada Statale 42 del Tonale e della Mendola. In quell'anno viene inaugurata una galleria passante sotto le frazioni di Corti, Branico e Volpino che devia il traffico lontano dal centro abitato. La realizzazione della galleria nei primi anni novanta causa grossi problemi al paese: infatti le vibrazioni provocate dall'escavazione danneggiano molte case e nel 1992 rendono inagibile la parrocchiale per diversi mesi.